# Выносной циклон
Выносной циклон или Выносной циклон стационарного котла (англ. External cyclone) относится к классу центробежных сепараторов пара, расположенных вне барабана парового котла. Также выносные циклоны применяются для парогенераторов высокого, низкого и среднего давления.
Выносные циклоны, применяемые в настоящее время в испарительных контурах паровых котлов, выполняются для котлов низкого и среднего давления из цельнотянутых паропроводных труб нормального сортамента из углеродистой стали, для котлов высокого давления — из легированной стали. Они имеют диаметр 250—400 мм и высоту 3500—5000 мм. В верхней части циклона устанавливается дырчатый потолок. Подвод питательной воды к циклону производится на высоте 700—800 мм от его днища. Непрерывная продувка располагается на 600—700 мм выше подвода питательной воды и выполняется в виде горизонтальной трубки со срезом, введенной внутрь циклона.
На данном этапе получили распространение двухступенчатые выносные циклоны новой компоновки см. Патент 2493485